# Parc Kodomonokuni

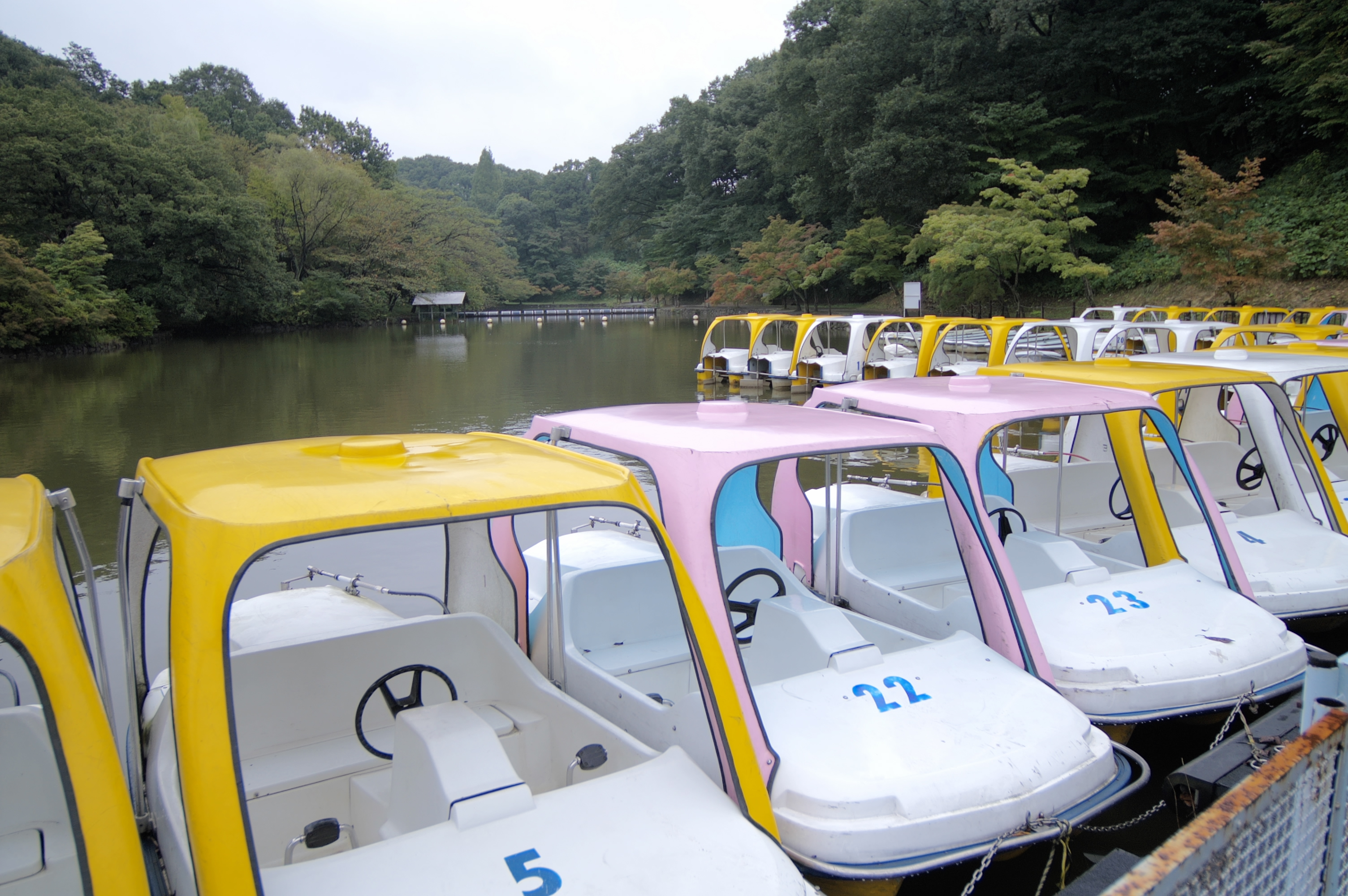
Embarcations colorées au parc Kodomonokuni.

Le parc Kodomonokuni (こどもの国) est un parc d'attractions situé à Yokohama et Machida, près de Tokyo. Le nom du parc signifie « le pays des enfants ». Comme son nom l'indique, le parc est plus orienté vers un public d'enfants que d'adolescents. Sur une superficie d'environ 100 h se trouvent réunis un zoo pour enfants, un lac de plaisance et un emplacement de barbecue.